# ماكس باومان
ماكس باومان (بالألمانية: Max Baumann)‏ هو ملحن ألماني، ولد في 20 نوفمبر 1917 في كروناخ في ألمانيا، وتوفي في 17 يوليو 1999 في برلين في ألمانيا.

## وصلات خارجية
- ماكس باومان على موقع ميوزك برينز (الإنجليزية)
- ماكس باومان على موقع ديسكوغز (الإنجليزية)